# Ормонд-бай-те-Си
Ормонд-бай-те-Си (англ. Ormond-by-the-Sea) — статистически обособленная местность, расположенная в округе Волуша (штат Флорида, США) с населением в 8430 человек по статистическим данным переписи 2000 года.

## География
По данным Бюро переписи населения США статистически обособленная местность Ормонд-бай-те-Си имеет общую площадь в 5,18 квадратных километров, водных ресурсов в черте населённого пункта не имеется.
Статистически обособленная местность Ормонд-бай-те-Си расположена на высоте 4 м над уровнем моря.

## Демография
По данным переписи населения 2000 года в Ормонд-бай-те-Си проживало 8430 человек, 2495 семей, насчитывалось 4296 домашних хозяйств и 5689 жилых домов. Средняя плотность населения составляла около 1627,41 человек на один квадратный километр. Расовый состав населённого пункта распределился следующим образом: 97,53 % белых, 0,33 % — чёрных или афроамериканцев, 0,39 % — коренных американцев, 0,50 % — азиатов, 0,09 % — выходцев с тихоокеанских островов, 0,87 % — представителей смешанных рас, 0,28 % — других народностей. Испаноговорящие составили 2,30 % от всех жителей статистически обособленной местности.
Население статистически обособленной местности по возрастному диапазону по данным переписи 2000 года распределилось следующим образом: 12,9 % — жители младше 18 лет, 3,8 % — между 18 и 24 годами, 20,2 % — от 25 до 44 лет, 27,6 % — от 45 до 64 лет и 35,5 % — в возрасте 65 лет и старше. Средний возраст жителей составил 54 года. На каждые 100 женщин в Ормонд-Бай-Те-Си приходилось 87,1 мужчин, при этом на каждые сто женщин 18 лет и старше приходилось 84,4 мужчин также старше 18 лет.
Средний доход на одно домашнее хозяйство статистически обособленной местности составил 34 970 долларов США, а средний доход на одну семью — 38 731 доллар. При этом мужчины имели средний доход в 27 536 долларов США в год против 25 357 долларов среднегодового дохода у женщин. Доход на душу населения статистически обособленной местности составил 34 970 долларов в год. 7,3 % от всего числа семей в населённом пункте и 9,8 % от всей численности населения находилось на момент переписи населения за чертой бедности, при этом 17,2 % из них были моложе 18 лет и 6,7 % — в возрасте 65 лет и старше.